# Ana Matnadze
Ana Matnadze (en Georgià:ანა მათნაძე, 20 de febrer de 1983) és una jugadora d'escacs catalana nascuda a Telavi (Geòrgia) que té els títols de Gran Mestre Femení (2002) i Mestre Internacional (2006). Viu a Barcelona des de 2004.
A la llista d'Elo de la FIDE del desembre de 2021, hi tenia un Elo de 2423 punts, cosa que en feia la jugadora número 1 de l'estat espanyol i la 37a del món. El seu màxim Elo va ser de 2447 punts, a la llista de gener de 2012 (posició 1541 al rànquing mundial).

## Resultats destacats en competició
La seva mare li va ensenyar a jugar a escacs als 4 anys. Més endavant fou entrenada per la matriarca dels escacs georgians, la GM i Campiona del Món femenina Nona Gaprindaixvili. Va guanyar el Campionat de Geòrgia Femení en diverses categories d'edat el 1992, 1993, 1994 i 1998. Va guanyar el Campionat d'Europa d'edats femení en cinc ocasions: a Băile Herculane 1994, Verdun 1995, Tallinn 1997, Mureck 1998 i Litochoro 1999. Fou campiona del món d'edats en dues ocasions: campiona sub-10 femení a Bratislava el 1993 i campiona sub-14 a Canes el 1997.
Compartí el primer lloc del Campionat femení de Geòrgia amb Maia Lomineishvili a l'abril de 2002. Va formar part de l'equip femení de Geòrgia, NTN Tbilisi & Energy-Investi Sakartvelo a la Copa d'Europa de Clubs els anys 2002 i 2006. Amb el seu equip guanyà dues medalles d'or i dues medalles de plata individuals (a Esmirna 2004 i a San Vicente 2005). També guanyà dues medalles de plata amb el seu equip (a Rethymno 2003 i a Fügen 2006), i la medalla de bronze a Antalya 2002.
Es mudà a viure a Barcelona i fou campiona de Catalunya el 2006. Després fou coronada campiona del Circuit Català d'Oberts Internacionals els anys 2008, 2009, 2010 i 2011. Va guanyar els torneigs internacionals de Mondariz-Balneario el 2007, Las Palmas el 2009, el Tancat femení de Sabadell el 2010, i el femení de Benidorm el 2011. El març de 2012, Matnadze va canviar de federació i passà a jugar sota la bandera espanyola.
El 2013 fou subcampiona dels Actius Memorial Josep Lorente (el campió fou Orelvis Pérez Mitjans) i un any després fou tercera (el campió fou Cristhian Cruz Sánchez). L'agost de 2015 fou tercera al Campionat d'Espanya femení amb 6 punts de 9 (la campiona fou Sabrina Vega).
L'agost de 2016 a Linares fou campiona d'Espanya Femenina finalitzant el torneig invicta amb un total de 6½ punts, mig punt per davant de la segona classificada la canària Sabrina Vega.
L'octubre de 2017 va participar amb la selecció espanyola femenina al Campionat d'Europa d'escacs per equips, a Khersónissos, Creta, i hi va obtenir una medalla de bronze individual al tercer tauler, amb 7/9 punts.

### Participació en olimpíades d'escacs
Ha participat, representant Espanya, en dues Olimpíades d'escacs els anys 2012 i 2014, amb un resultat de (+8 =6 –6), per un 55,0% de la puntuació. El seu millor resultat el va fer a les Olimpíada del 2014 en puntuar 7½ de 10 (+6 =3 -1), amb el 75,0% de la puntuació, amb una performance de 2445, i que li significà aconseguir la medalla de plata individual del tercer tauler.